# راي فرينت
راي فرينت هو سياسي كندي، ولد في 16 أبريل 1935 في Beresford, New Brunswick ‏ في كندا، وتوفي في 13 يوليو 2018 في Shediac ‏ في كندا. نشط حزبياً في الجمعية الليبرالية لنيو برونزويك ‏ والحزب الليبرالي الكندي. وقد انتخب عضو الجمعية التشريعية لنيو برونزويك ‏ (18 نوفمبر 1974 – 30 يونيو 1998) وانتخب Premier of New Brunswick ‏ (14 أكتوبر 1997 – 14 مايو 1998).